# Рюдерсгаузен
Рюдерсгаузен (нім. Rüdershausen) — сільська громада в Німеччині, розташована в землі Нижня Саксонія. Входить до складу району Геттінген. Складова частина об'єднання громад Гібольдегаузен.
Площа — 11,68 км2. Населення становить 809 ос. (станом на 31 грудня 2021).

## Галерея

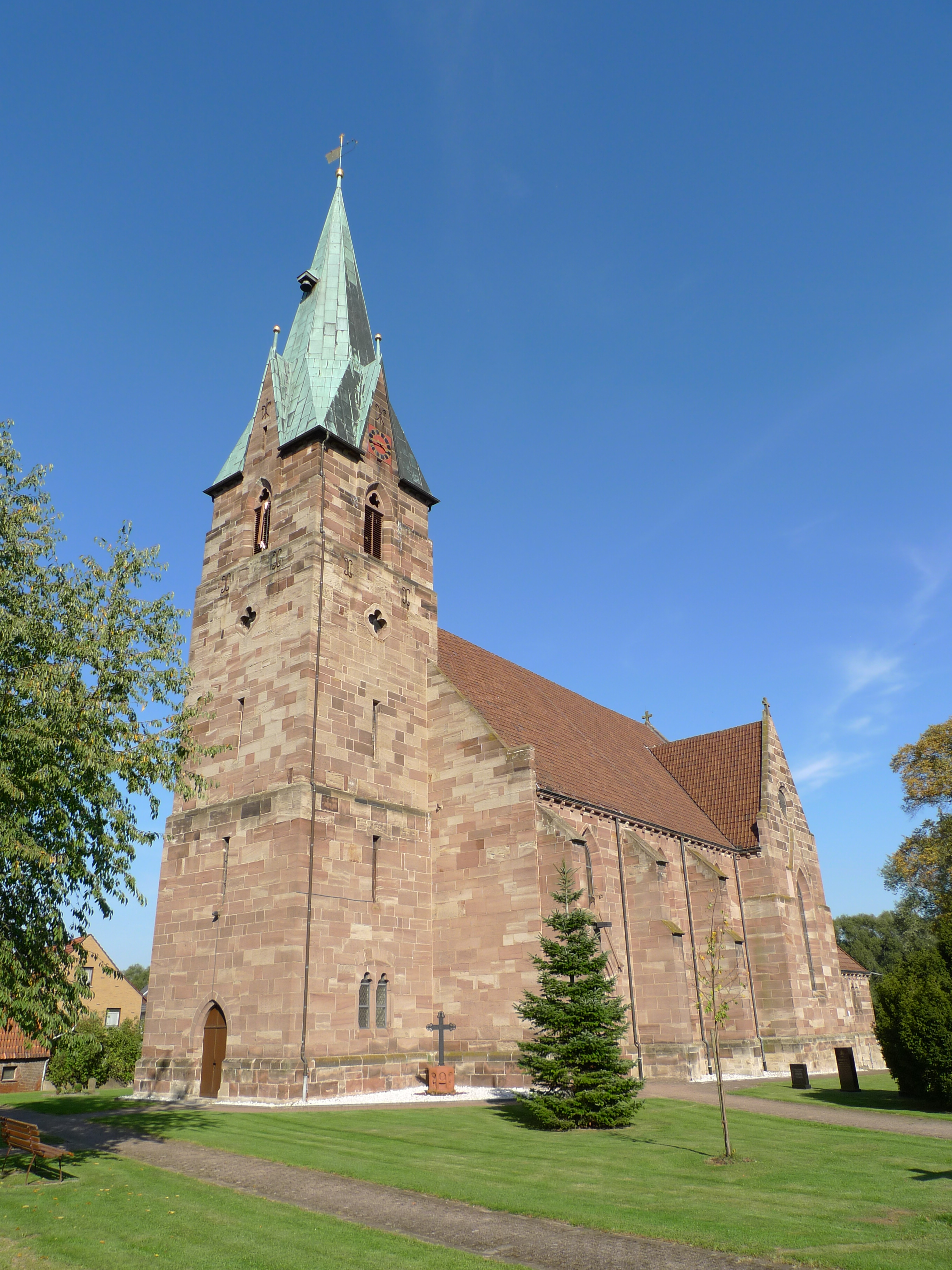